# Baltimore Colts 1972
La stagione 1972 dei Baltimore Colts è stata la 20ª della franchigia nella National Football League.
Robert Irsay, che aveva recentemente preso il controllo dei Los Angeles Rams, scambiò la sua proprietà con quella dei Colts di Carroll Rosenbloom, con i giocatori e lo staff che rimasero intatti. Tuttavia i Colts stavano invecchiando e dopo avere iniziato la stagione con un record di 1–4 l'allenatore al terzo anno Don McCafferty fu licenziato dal nuovo general manager Joe Thomas. Nelle ultime nove partite sotto l'allenatore ad interim John Sandusky, Baltimore ne vinse quattro, concludendo con un record di 5–9, la prima stagione con un record negativa in sedici anni. L'intero staff degli allenatori fu licenziato a fine stagione.

## Roster
| Roster dei Baltimore Colts nel 1972 |
| --- |
| Quarterback - 14 Marty Domres - 19 Johnny Unitas Running Back - 36 Norm Bulaich - 23 Don McCauley - 41 Tom Matte - 26 Lydell Mitchell - 48 Don Nottingham - 34 Tom Nowatzke Wide Receiver - 35 Glenn Doughty - 17 Sam Havrilak - 33 Eddie Hinton - 28 Cotton Speyrer Tight End - 84 Tom Mitchell Offensive Linemen - 50 Bill Curry C - 61 Cornelius Johnson T - 57 Ken Mendenhall C - 68 Dennis Nelson T - 62 Glenn Ressler G - 64 John Shinners G - 71 Dan Sullivan - 72 Bob Vogel T Defensive Linemen - 79 Jim Bailey DT - 85 Roy Hilton DE - 76 Fred Miller DT - 81 Billy Newsome DE - 78 Bubba Smith DE Linebacker - 32 Mike Curtis - 83 Ted Hendricks - 51 Bill Laskey - 56 Ray May - 54 Stan White Defensive Back - 44 Rex Kern CB - 40 Bruce Laird SS - 20 Jerry Logan S - 11 Jack Mildren SS - 31 Nelson Munsey CB - 47 Charlie Stukes CB - 21 Rick Volk S Special Team - 49 David Lee P - 80 Jim O'Brien K - 2 Boris Shlapak K                                                  |
| Legenda - I rookie sono in corsivo. - Il primo ruolo è il principale mentre gli eventuali successivi indicano i ruoli secondari. - (IR) sta per Injured Reserve ed indica la lista ristretta per un solo giocatore infortunato che può tornare ad allenarsi dopo la settimana 6 e a rientrare in prima squadra dopo che questa ha giocato 8 partite. - (NF-Inj.) / (NF-Ill.) stanno rispettivamente per Non-Football Injured e Non-Football Illness ed indicano le liste dove viene inserito un giocatore che ha un infortunio o una malattia non dipendente dal football americano. - (PUP) sta per Physically Unable to Perform ed indica la lista dove viene inserito un giocatore mentre è in attesa di recuperare la condizione fisica. Nella stagione regolare dopo la sesta partita giocata dalla propria squadra, il giocatore ha tempo tre settimane per riprendere ad allenarsi, più tre settimane aggiuntive dal suo rientro agli allenamenti per rientrare in prima squadra. |

## Calendario
| Stagione regolare |              |                         |           |        |                      |          |
| Turno             | Data         | Avversario              | Risultato | Record | Stadio               | Pubblico |
| 1                 | 17 settembre | St. Louis Cardinals     | S 3–10    | 0–1    | Memorial Stadium     | 53,562   |
| 2                 | 24 settembre | New York Jets           | S 34–44   | 0–2    | Memorial Stadium     | 56,626   |
| 3                 | 1º ottobre   | at Buffalo Bills        | V 17–0    | 1–2    | War Memorial Stadium | 46,206   |
| 4                 | 8 ottobre    | San Diego Chargers      | S 20–23   | 1–3    | Memorial Stadium     | 55,459   |
| 5                 | 15 ottobre   | Dallas Cowboys          | S 0–21    | 1–4    | Memorial Stadium     | 58,992   |
| 6                 | 22 ottobre   | at New York Jets        | S 20–24   | 1–5    | Shea Stadium         | 62,948   |
| 7                 | 29 ottobre   | Miami Dolphins          | S 0–23    | 1–6    | Memorial Stadium     | 60,000   |
| 8                 | 6 novembre   | at New England Patriots | V 24–17   | 2–6    | Schaefer Stadium     | 60,999   |
| 9                 | 12 novembre  | at San Francisco 49ers  | S 21–24   | 2–7    | Candlestick Park     | 61,214   |
| 10                | 19 novembre  | at Cincinnati Bengals   | V 20–19   | 3–7    | Riverfront Stadium   | 49,512   |
| 11                | 26 novembre  | New England Patriots    | V 31–0    | 4–7    | Memorial Stadium     | 54,907   |
| 12                | 3 dicembre   | Buffalo Bills           | V 35–7    | 5–7    | Memorial Stadium     | 55,390   |
| 13                | 10 dicembre  | at Kansas City Chiefs   | S 10–24   | 5–8    | Arrowhead Stadium    | 44,175   |
| 14                | 16 dicembre  | at Miami Dolphins       | S 0–16    | 5–9    | Miami Orange Bowl    | 80,010   |

## Classifiche
| AFC East             |    |    |   |       |      |      |     |     |     |
|                      | V  | S  | P | %     | CONF | DIV  | PF  | PS  | STR |
| Miami Dolphins       | 14 | 0  | 0 | 1.000 | 8–0  | 11–0 | 385 | 171 | V14 |
| New York Jets        | 7  | 7  | 0 | .500  | 6–2  | 6–5  | 367 | 324 | S2  |
| Baltimore Colts      | 5  | 9  | 0 | .357  | 4–4  | 5–6  | 235 | 252 | S2  |
| Buffalo Bills        | 4  | 9  | 1 | .321  | 2–6  | 2–9  | 257 | 377 | V1  |
| New England Patriots | 3  | 11 | 0 | .214  | 0–8  | 0–11 | 192 | 446 | S1  |

Nota: I pareggi non venivano conteggiati ai fini della classifica fino al 1972.